# 日本ナショナルトラスト
公益財団法人日本ナショナルトラストは1968年（昭和43年）12月25日に運輸省を主管とする財団法人 観光資源保護財団として設立され、1992年（平成4年）9月25日に名称を現在の日本ナショナルトラストに変更した、東京都千代田区にある公益財団法人である。
なお、公益社団法人日本ナショナル・トラスト協会とは別団体である。

## 概要
国民的財産である美しい自然景観や貴重な文化財・歴史的環境を国民自身が寄付や贈与で保全、利活用しながら後世に継承していくことを目的とする。英国の環境保護団体である「ナショナル・トラスト (The National Trust) 」を範としている。
募金で蒸気機関車C12 164、旧型の特急用客車スハフ43 2・3、オハニ36 7を購入し、大井川鉄道に車両整備を委託した上でこれらの4両編成からなる臨時急行列車「トラストトレイン」を1987年（昭和62年）7月25日に運転開始したことでも知られる。また、白川郷の合掌造民家2棟（岐阜県大野郡白川村）をはじめ、旧安田楠雄邸庭園（東京都文京区）、駒井家住宅（京都市左京区）などの歴史的建造物を所有し、公開している。